# Christentum in Nigeria

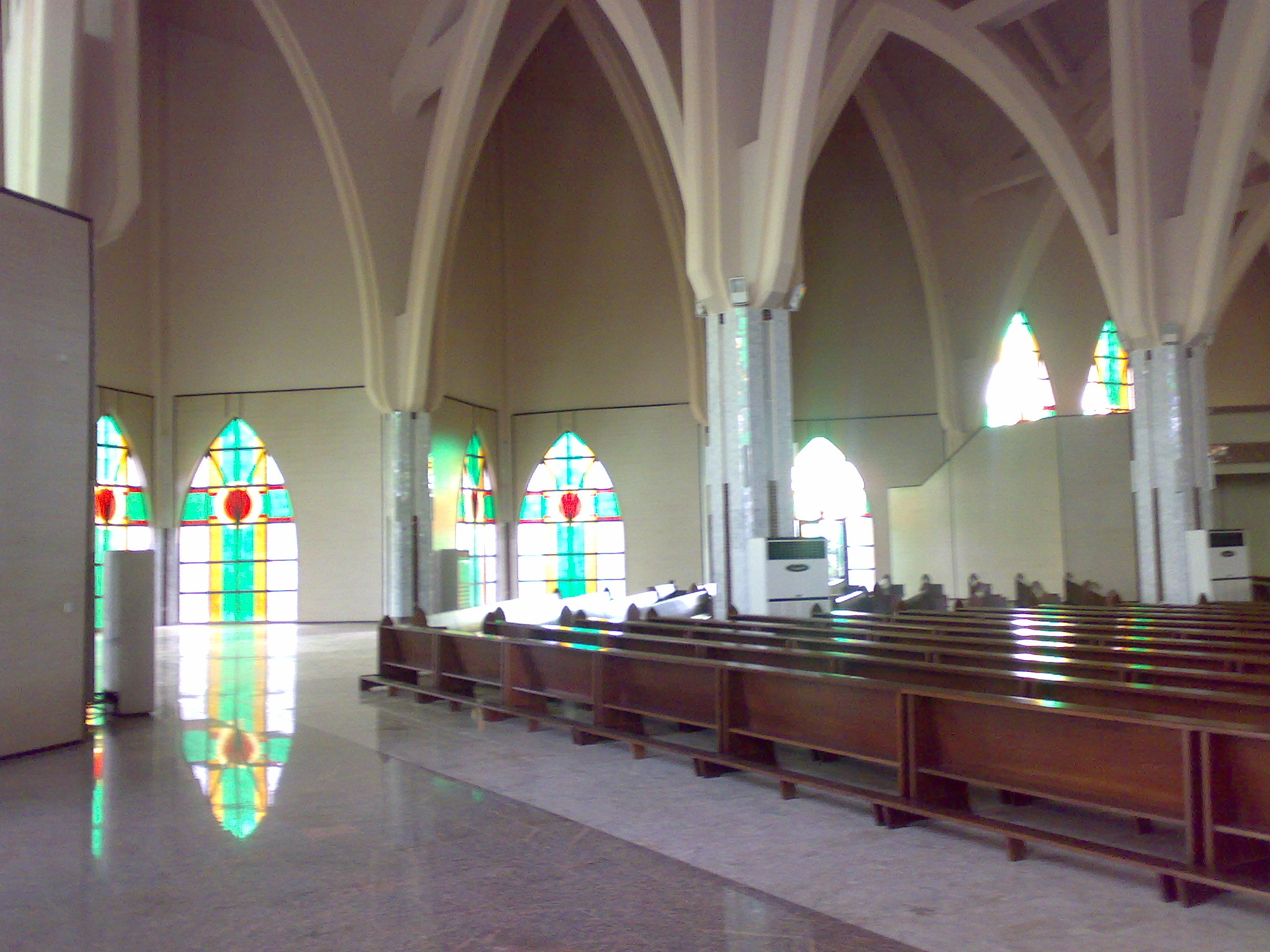
Innenansicht der Nigerianischen Nationalkirche

Das Christentum ist neben dem Islam die am meisten verbreitete Religion in Nigeria.
Laut The World Factbook stellen Christen wie Muslime ca. 46 Prozent der Bevölkerung. Als Dachverbände der christlichen Kirchen gelten der zuerst gegründete Christian Council of Nigeria und die größere Christian Association of Nigeria.

## Verbreitung
Schwerpunkt der christlichen Bevölkerung ist im Süden und Südosten Nigerias. Im muslimisch dominierten Norden existieren nur wenige isolierte Missionen und christliche Buchhandlungen. Im Gebiet der Yoruba ist das Christentum traditionell protestantisch und anglikanisch geprägt, während Igboland eher den Schwerpunkt des römischen Katholizismus bildet.  
Nigeria gilt als eines der Länder mit zahlreichen Televangelisten, die in der Regel Pfingstsekten und Neocharismatikern nahestehen und welche eine geschlossene Ideologie vertreten, welche unter anderem Wohlstand durch Prosperity Gospel, Geistliche Kriegsführung gegen vorgebliche Kräfte des Bösen, Geistheilungen von Kranken sowie die Irrtumsfreiheit der Bibel propagiert. Der Fernsehprediger Pastor Chris Oyakhilome betreibt mit seiner Christ Embassy drei Satelliten-Fernsehsender, die Aufnahmen seiner Predigten, Wunderheilungen und Teufelsaustreibungen in Nigeria, Südafrika und Großbritannien übertragen. Forbes schätzte sein Vermögen im Jahr 2011 auf 30 bis 50 Millionen US-Dollar. Temitope Balogun Joshua ist ebenfalls mit seinem eigenen Fernsehkanal aktiv und laut Forbes der drittreichste Prediger Nigerias.

## Konfessionen
Die Römisch-katholische Kirche in Nigeria hat etwa 19 Millionen Mitglieder. Ihre Erzdiözesen sind: Abuja, Benin City, Calabar, Ibadan, Jos, Kaduna, Lagos, Onitsha und Owerri. Der ranghöchste Katholik aus Nigeria ist Kardinal Francis Arinze. Unabhängige afrikanischen Kirchen, in Nigeria vornehmlich in Form der Aladura-Kirchen vertreten, haben nach Schätzungen 12 bis 15 Millionen Anhänger. Zu den Aladura-Kirchen zählen die Christ Apostolic Church, Cherubim and Seraphim Society, Himmlische Kirche Christi und die The Church of the Lord.

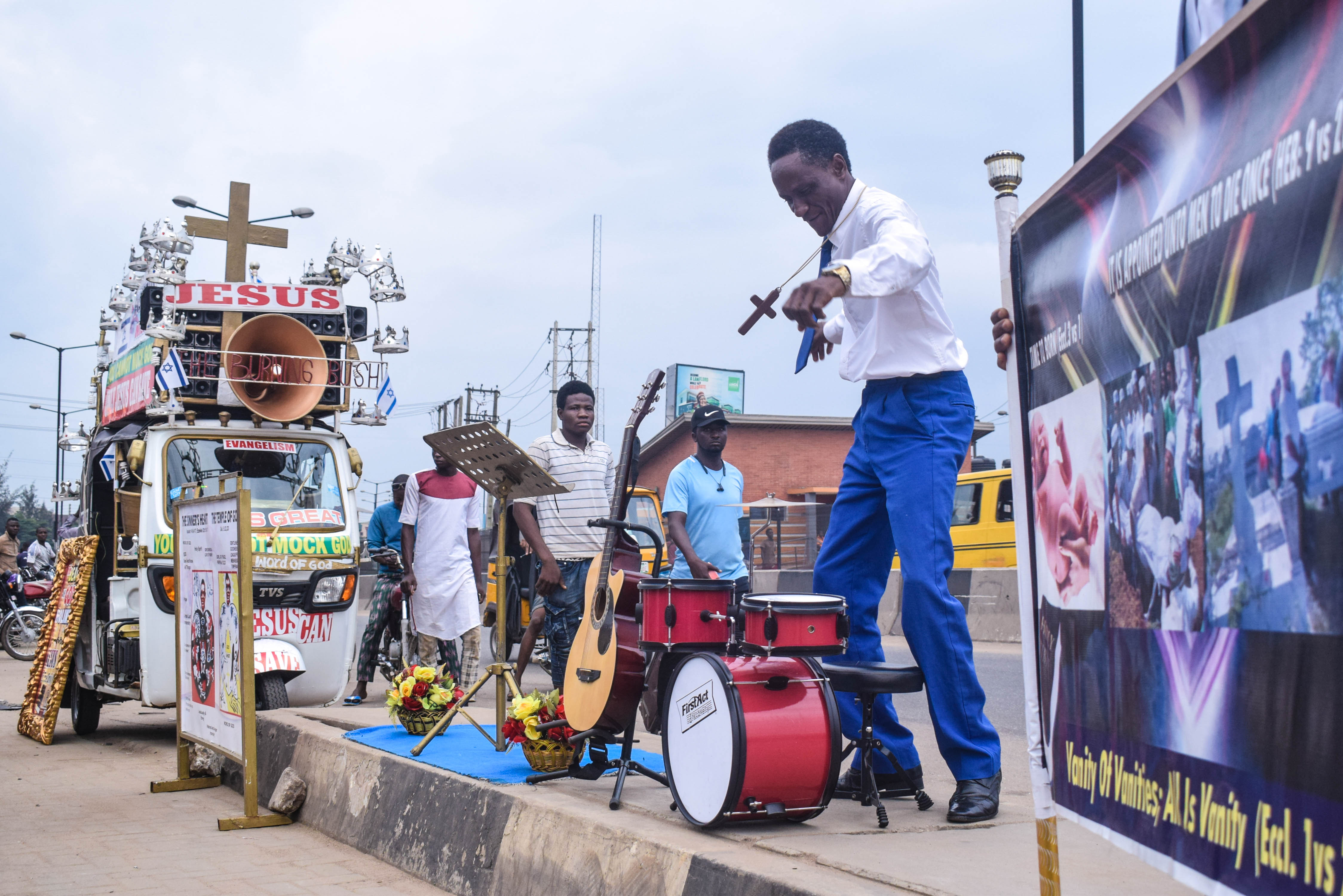
Straßenprediger

Die Kirchenprovinzen der anglikanischen Church of Nigeria sind: Lagos, Ibadan, Ondo, Bendel, The Niger, Niger Delta, Owerri, Abuja, Kaduna und Jos. Der Primat ist Peter Jasper Akinola. Die Church of Nigeria zählt etwa 17 Millionen Mitglieder, und ist damit die zweitgrößte Provinz der weltweiten anglikanischen Gemeinschaft, nach der Church of England.
Die am stärksten wachsenden Denominationen sind die Pfingstkirchen. Sie könnten inzwischen die Mehrheit der nigerianischen Christen ausmachen. Mitgliederzahlen sind indessen schwer zu bestimmen, da die Pfingstkirchen ihre Mitglieder häufig nicht registrieren und organisatorisch einen eher losen Zusammenhang bilden. Die größte Pfingstkirche ist die Redeemed Christian Church of God. Der Dachverband der Pfingstkirchen Nigerias ist die Pentecostal Fellowship of Nigeria.
Die Nigerian Baptist Convention zählt 3,5 Millionen Mitglieder. Davon sind etwa drei Millionen getaufte Mitglieder. Die Presbyterian Church of Nigeria hat etwa eine Million Mitglieder, während die Methodist Church Nigeria zwei Millionen Mitglieder hat. Es gibt etwa 380.000 neuapostolische Christen in Nigeria.

## Konflikte
Seit der Einführung des Strafrechts der Schari'a in den Staaten im Norden Nigerias hat sich die Gewalt zwischen Christen und Muslimen verstärkt. Die AG Friedensforschung der Universität Kassel benennt seit Jahrzehnten andauernde Konflikte in Nigeria als eine Ursache für die Auseinandersetzungen zwischen Christen und Muslimen. Die Scharia-Debatten im zentralen nigerianischen Rechtssystem liegen mit an der mangelnden Kompromissbereitschaft der nördlichen Regionen. Kompromisse zwischen dem Common Law und der Scharia werden im islamischen Norden nicht akzeptiert, die nördlichen Bundesstaaten versuchen stattdessen ein zentrales Scharia-Appellationsgericht durchzusetzen.
Ein Beitrag des Fernsehsenders Arte hingegen brachte die Einführung der Scharia im islamisch geprägten Norden Nigerias mit der Ausbreitung evangelikaler Gruppen und Missionstätigkeit in Verbindung. Eine verstärkte Mission und Präsenz evangelikaler Gruppierungen und Missionaren in Zentralafrika habe insoweit eine Mitverantwortung für die Radikalisierung von Islamisten im Umfeld.
Ebenso wies Bartholomäus Grill auf die zunehmende Missionstätigkeit fundamentalistischer Christen insbesondere im Norden des Landes hin, die die Spannungen erhöhten. Der adventistische Pressedienst hält dem aber entgegen, dass aus dem Menschenrecht Religionsfreiheit auch folgt, dass Missionierung eine legitime Äußerung der jeweiligen religiösen Ansichten ist bzw. zum Informationsrecht jedes Menschen gehört, da dieser ohne umfassende Information nicht zu einer freien Entscheidung über seine Religion in der Lage sei. Erhard Kamphausen von der Missionsakademie der Universität Hamburg sprach von einer „geistlichen Kriegführung“ in muslimischen Kerngebieten. Von 1999 bis 2004 soll der Konflikt auf beiden Seiten etwa 10.000 Menschenleben gekostet haben. Siehe auch Christenverfolgung.